# Rémy Belvaux
Rémy Belvaux (Namen, 10 november 1966 - Orry-la-Ville, 4 september 2006) was een Belgische regisseur en producent van films. Daarnaast hield hij zich ook bezig met het schrijven van scenario's, dialogen, het monteren van films alsmede enig acteerwerk.

Zijn broers Lucas en Bruno Belvaux zijn ook werkzaam als acteur en regisseur.
Zijn bekendste film betreft C'est arrivé près de chez vous (vertaling: het is dicht bij u gebeurd) (1992), een rolprent uit het genre van de zwarte humor die het niet werkelijk gebeurde verhaal vertelt van een cameraploeg die in documentairestijl een seriemoordenaar (vertolkt door Benoît Poelvoorde) volgt terwijl die 'aan het werk' is. Belvaux speelt hierin de op sensatie beluste journalist. Hij maakte de film samen met Poelvoorde en André Bonzel.

C'est arrivé près de chez vous viel op verschillende filmfestivals in de prijzen, onder meer op die van het Zuid-Franse Cannes waar iedereen deze zowel geestige alsook aanstootgevende satire wilde bekijken.
Hierna begaf Belvaux zich op het terrein van commercials en vestigde hij zich in Frankrijk, in Parijs.
Rémy Belvaux benam zich op 39-jarige leeftijd het leven.